# 座禪高潮
《座禪高潮》（座禅エクスタシー）是日本音樂家椎名林檎的第六張影音專輯，同時也是唱片公司為紀念椎名林檎出道十週年所發行的第二張作品，於2008年9月17日發行。發行當週即賣出2.4萬張，總計銷售量4.2萬張，名列2008年年度銷售榜第39位。初回限定為「特殊紙盒包裝」。

## 專輯簡介
此張專輯是收錄於2000年7月30日在椎名林檎的家鄉，也就是福岡縣內的嘉穗劇場中所舉辦的《椎名林檎 座禪高潮》演唱會中歌曲及幕後花絮。因為演唱會僅仍容納1000名觀眾，因此演唱會也被歌迷尊稱為傳說中的演唱會。而本場演唱會的門票（包括特製的演唱會專屬座墊）高達一萬日圓，不過仍供不應求。
本張DVD於2008年7月11日先於官方網站搶先批露此張DVD發行的消息，而所架設的特設網站也在8月31日，提供「座禪高潮」預告篇給歌迷下載，之後於09月17日在日本發行DVD。台灣則是等到09月26日才同步發行進口盤與台壓盤。

## 曲目
1. 積木遊戲（積木遊び）
2. 暈眩
3. 機器少女（少女ロボット）
  - 原唱：友坂理惠　
  - 椎名林檎幫友坂理惠所創作的曲目
4. 遙控器（リモートコントローラー）
5. 雖然夕陽照耀歸途（茜さす帰路照らされど）
6. 自我
7. 公共的病床（病床パブリック）
8. Unconditional Love（アンコンディショナルラブ）
  - 原唱：辛蒂·羅波
9. 小魚
10. 歌舞伎町的女王（歌舞伎町の女王）
11. 辯解德布希（弁解ドビュッシー）
12. 浴室
13. My Luxury Night（マイ・ラグジュアリーナイト）
  - 原唱：細合 はつみ（日语：しばたはつみ）
14. 席德與白日夢（シドと白昼夢）
15. 禁欲 
Encore 1
16. 生於日本（日本に生まれて）
  - 原唱：友坂理惠　

特典映像
17. 草草幹活
音樂錄影帶綵排、音樂錄影帶等畫面收錄。

## 銷售排行

### Oricon 銷售榜(日本)[5]
| 發行日期               | 排行榜                 | 最高排名 | 第一週銷售量 | 總銷售量 | 連續上榜次數 |
| ---------------------- | ---------------------- | -------- | ------------ | -------- | ------------ |
| 2008年9月17日 座禪高潮 | Oricon DVD日銷售排行榜 | -        | -            | 41,935   | 13週         |
| 2008年9月17日 座禪高潮 | Oricon DVD週銷售排行榜 | #2       | 24,366       | 41,935   | 13週         |
| 2008年9月17日 座禪高潮 | Oricon DVD年銷售排行榜 | #39      | 41,935       | 41,935   | 13週         |

### 其他銷售榜
| 名稱                   | 排行榜 | 首週   | 首週   | 最高   | 最高   | 連續上榜次數 |
| 名稱                   | 排行榜 | 排 行  | 銷售量 | 排 行  | 銷售量 | 連續上榜次數 |
| ---------------------- | ------ | ------ | ------ | ------ | ------ | ------------ |
| 2008年9月17日 座禪高潮 |        |        |        |        |        |              |
| Soundscan：DVD Top 20  | #2     | 15,723 | #2     | 15,723 | 3週    |              |
| 台灣G-Music：影音榜    | #7     | 0.42%  | #7     | 0.42%  | 2週    |              |
| 台灣五大唱片：影音榜   | #1     | 1.57%  | #1     | 1.57%  | 3週    |              |

## 發行日期
| 國家 | 發行日期      | 發行形式        | 商品編號      | 定價      |
| ---- | ------------- | --------------- | ------------- | --------- |
| 日本 | 2008年9月17日 | DVD             | TOBF-5592     | 4,200日圓 |
| 台灣 | 2008年9月26日 | DVD(進口初回盤) | TOBF-5592     | 1,249元   |
| 台灣 | 2008年9月26日 | DVD(台壓盤)     | 5099924371292 | 499元     |

## 演唱會簡介
《椎名林檎（稀）實演 座禪高潮》為日本音樂家椎名林檎極限定的演出，在其家鄉福岡縣的古蹟嘉穗劇場上演出一場的演唱會。由於場地的關係，只能容納1000名觀眾，因此唱片公司就在椎名林檎的第二張專輯《勝訴的新宿舞孃》內放置抽獎券，然後再從中抽出人選。抽中的歌迷必須再繳交高達一萬日圓的門票費（包括特製的演唱會專屬座墊），但並沒有人放棄這個機會。
而唱片公司EMI則貼心的為了不能來福岡看演唱會的歌迷，特地在互聯網上提供演唱會現場轉播的服務。另外，沒有被抽中門票的歌迷，則是被EMI邀請於7月28日拍攝「草草幹活」的音樂錄影帶，拍攝音樂錄影帶當天所有入場的歌迷皆被要求穿上紅色的衣服，而椎名林檎則要求演出樂團穿上演唱會要穿著的服裝登台，至於為什麼會這樣做，林檎表示：「如果只有我跟別人穿的不一樣，那不是很有趣嗎？」
不過，演唱會因為場地的關係，不能使用一些較特殊的器材，因此，像「在這裡接吻」「本能」等椎名林檎著名的歌曲就沒有在演唱會上演出，反而是以專輯收錄曲、B Sides曲目為主。同時，也翻唱了友坂理惠的歌曲「機器少女」與「生於日本」。但DVD並沒有收錄椎名林檎翻唱性手槍的EMI（原本是第七首），一般猜測與椎名林檎與唱片公司的合約糾紛有關。
此外，這場演唱會最特別的是歌迷除了可以得到演唱會專屬坐墊之外，還被規定只能穿著紅色衣物進場，並採取盤坐方式觀賞演唱會。椎名林檎和演出的樂手也是穿著夏季和服登台，再加上嘉穗劇場內的燈飾，襯托出濃濃的日本古早味。現今嘉穗劇場已經成為日本的建築國寶，也只有椎名林檎曾經在此辦過演唱會，因此被稱做為傳說中的演唱會。

### 演出人員
虐待肝醣

### 公演會場
| 日期          | 都道府縣 | 城市   | 場館     |
| ------------- | -------- | ------ | -------- |
| 日本          |          |        |          |
| 2000年7月30日 | 福岡縣   | 飯塚市 | 嘉穗劇場 |

### 演出曲目
1. 時光奔馳(前奏)～積木遊戲
2. 暈眩
3. 機器少女
4. 遙控器
5. 雖然夕陽照耀歸途
6. EMI
7. 自我
8. 公共的病床
9. Unconditional Love
10. 小魚
11. 歌舞伎町的女王
12. 辯解德布希
13. 浴室
14. My Luxury Night
15. 席德與白日夢
16. 禁慾
17. 生於日本（Encore 1）

## 脚注